# Xuân Quang, Chiêm Hóa
Xuân Quang là một xã thuộc huyện Chiêm Hóa, tỉnh Tuyên Quang, Việt Nam.
Xã có diện tích 36,58 km², dân số năm 1999 là 4424 người, mật độ dân số đạt 121 người/km².